# NACRA M19 2011
El NACRA M19 del 2011 fue la 6° edición del torneo de rugby juvenil de la confederación norteamericana.
Se disputó en las Islas Caimán.

## Equipos participantes
- Selección juvenil de rugby de Barbados
- Selección juvenil de rugby de Bermudas
- Selección juvenil de rugby de Islas Caimán
- Selección juvenil de rugby de Jamaica
- Selección juvenil de rugby de México
- Selección juvenil de rugby de Trinidad y Tobago

## Posiciones

### Grupo A
| Pos. | Equipo       | Encuentros | Encuentros | Encuentros | Encuentros | Tantos  | Tantos    | Tantos     | Puntos |
| Pos. | Equipo       | jugados    | ganados    | empatados  | perdidos   | a favor | en contra | diferencia | Puntos |
| ---- | ------------ | ---------- | ---------- | ---------- | ---------- | ------- | --------- | ---------- | ------ |
| 1    | Islas Caimán | 2          | 2          | 0          | 0          | 37      | 27        | + 10       | 9      |
| 2    | Bermudas     | 2          | 1          | 0          | 1          | 28      | 16        | + 12       | 5      |
| 3    | Barbados     | 2          | 0          | 0          | 2          | 22      | 44        | - 22       | 0      |

Nota: Se otorgan 4 puntos al equipo que gane un partido y 2 al que empate
Puntos Bonus: 1 punto por convertir 4 tries o más en un partido y 1 al equipo que pierda por no más de 7 tantos de diferencia
|  | Finalista |

| 9 de julio | Islas Caimán | 26 - 17 | Barbados |  |  |

| 11 de julio | Bermudas | 18 - 5 | Barbados |  |  |

| 13 de julio | Islas Caimán | 11 - 10 | Bermudas |  |  |

### Grupo B
| Pos. | Equipo            | Encuentros | Encuentros | Encuentros | Encuentros | Tantos  | Tantos    | Tantos     | Puntos |
| Pos. | Equipo            | jugados    | ganados    | empatados  | perdidos   | a favor | en contra | diferencia | Puntos |
| ---- | ----------------- | ---------- | ---------- | ---------- | ---------- | ------- | --------- | ---------- | ------ |
| 1    | Trinidad y Tobago | 2          | 2          | 0          | 0          | 42      | 26        | + 16       | 8      |
| 2    | México            | 2          | 1          | 0          | 1          | 55      | 22        | + 33       | 6      |
| 3    | Jamaica           | 2          | 0          | 0          | 2          | 7       | 56        | - 49       | 0      |

Nota: Se otorgan 4 puntos al equipo que gane un partido y 2 al que empate
Puntos Bonus: 1 punto por convertir 4 tries o más en un partido y 1 al equipo que pierda por no más de 7 tantos de diferencia
|  | Finalista |

| 9 de julio | México | 36 - 0 | Jamaica |  |  |

| 11 de julio | Trinidad y Tobago | 20 - 7 | Jamaica |  |  |

| 13 de julio | Trinidad y Tobago | 22 - 19 | México |  |  |

### Definición 5° puesto
| 17 de julio | Barbados | Ganó Barbados | Jamaica |  |  |

### Definición 3° puesto
| 17 de julio | Bermudas | 12 - 8 | México |  |  |

### Final
| 17 de julio | Islas Caimán | 8 - 8 | Trinidad y Tobago |  |  |

| Bandera de Islas Caimán |
| Campeón Islas Caimán    |
| Tercer título           |